# Proces s Johankou z Arku

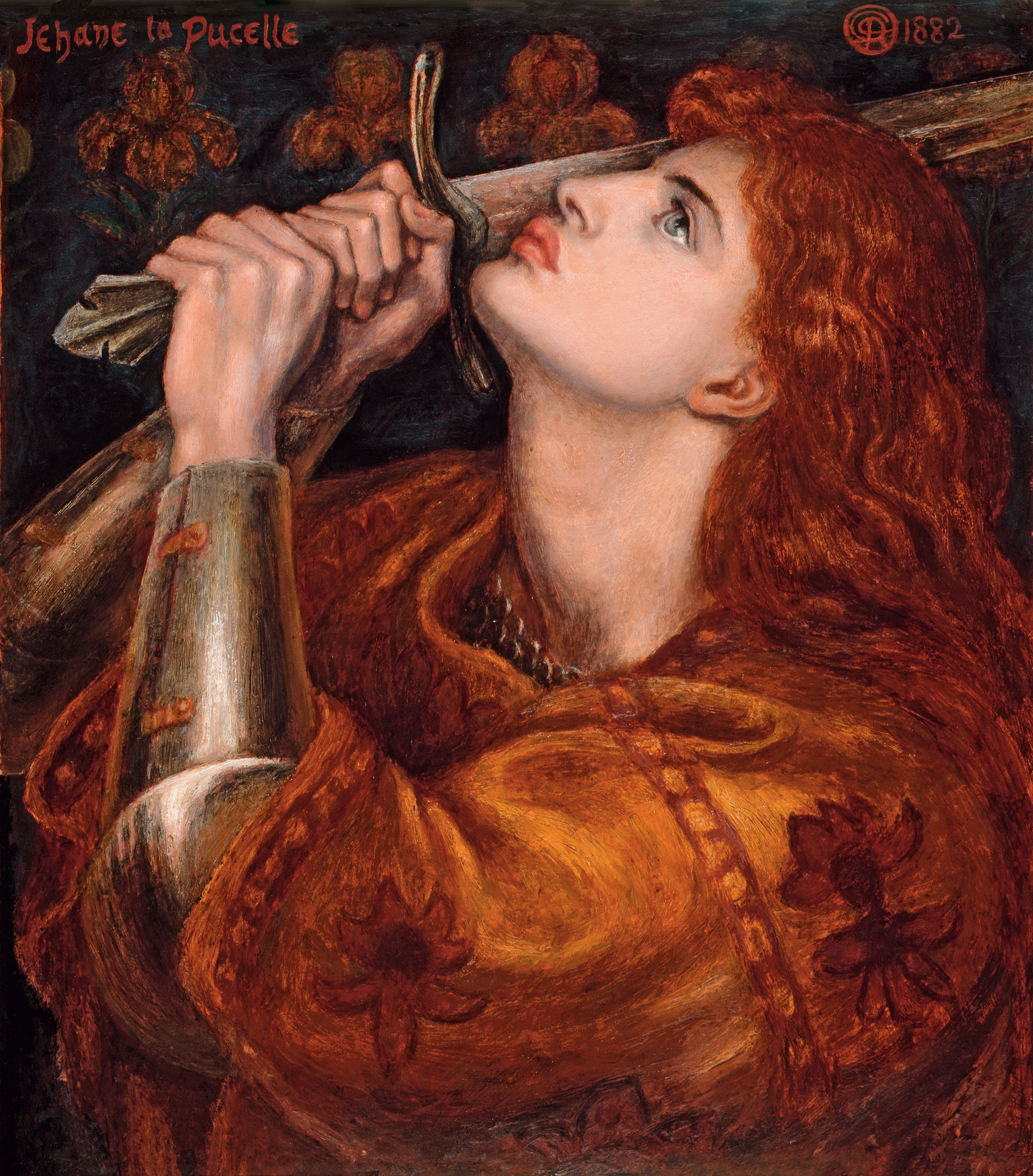
Jana z Arku

Proces s Janou (Johankou) z Arku byl zahájen 9. ledna 1431 v Rouenu. Dne 29. května 1431 bylo o osudu Jany rozhodnuto soudci, kteří ji obvinili z kacířství a čarodějnictví. 30. května 1431 byla Jana z Arku zaživa upálena na starém tržišti v Rouenu. 

## Zajetí
Jana z Arku byla zajata Burgunďany dne 23. května 1430 ve francouzském městě Compiègne, které bylo obléhané burgundskou armádou. Jana byla držena dva měsíce na hradě Beaulieu, jelikož se ale pokusila utéct, byla převezena na bezpečnější místo, a to na opuštěný hrad Beaurevoir. Po zhruba čtyřech měsících byla necelé tři dny držena v Arrasu, kde za Janu z Arku zaplatil bývalý rektor pařížské univerzity Petr Cauchon burgundskému vévodovi výkupné ve výši deset tisíc tourských liber. 23. prosince 1430 Janu převezli do Rouenu, kde byla držena až do své smrti.

## Proces
Církevní proces s Janou z Arku započal 9. ledna 1431 a odehrával se tedy v Rouenu, kde byla tehdy vězněna. Petr Cauchon byl jmenován Janiným soudcem a viceinkvizitorem Francie. Proces byl už od začátku zpolitizován a veden čistě podle zlovůle soudců proti Janě. Zároveň proti Janě nebyl před zahájením procesu jediný článek obžaloby, tzn. ji nebylo sděleno obvinění, za která je souzena. Z toho důvodu se Cauchon rozhodl stavět obžalobu pouze na jejích odpovědích a na základě jejích vlastních slov ji odsoudit za kacířství. Jana tak byla souzena jako kacířka, avšak nakládáno s ní bylo jako s válečnou zajatkyní, protože byla v anglickém vězení pod střežením anglických vojáků. „Ženy předvolané inkvizicí však vždycky bývaly střeženy ve vězení arcibiskupství a hlídaly je opět ženy.“
21. února 1431 se konalo první zasedání, kde byla Jana představena soudcům na prvním veřejném sezení procesu. Porotu tvořili dva soudci a přísedící, kterých bylo dohromady asi čtyřicet. Měli funkci poroty. Veškeré otázky a odpovědi byly zaznamenávány notářem Vilémem Manchonem. Do 30. března se výslechy konaly veřejně, poté se soudní sezení přesouvají do Janiny cely. Výslechy byly prováděny denně a trvaly až několik hodin.
V březnu začal „obvyklý proces“. Ten vyvrcholil přečtením rozsáhlé obžaloby, která čítala sedmdesát článků. Jana byla s články seznámena, ale vesměs je odmítla. 14.–16. května byla obžaloba nakonec zkrácena na dvanáct článků týkající se: „…její zjevení a vize; znamení dané králi; víra ve zjevení; její proroctví; mužský oděv; její dopisy; odjezd z Vaucouleurs; pokus o útěk z Beaurevoir; její jistota, že bude spasena; proroctví Boha pro krále Francie a svatí mluvící francouzsky; pocty, které prokazovala svým zjevením; její odmítnutí podrobit se Církvi.“ Cauchon jí hrozil též mučením, avšak bezvýsledně.
Dne 24. května Jana stanula na pódiu před soudci, přísedícími a velkým davem na hřbitově Saint-Quen. Zde byla veřejně obviněna a pod velkým tlakem podepsala úpis, ve kterém se odvolává. Tímto byla zrazena a podvedena, jelikož byla zpět odvedena do vězení a byla nucena si obléknout ženské šaty. Z toho důvodu si 28. května oblékla mužský šat a znovu upadla do viny, které se předtím zřekla. Následně byla obviněna, že se vrátila ke kacířství.
29. května bylo svoláno zasedání, kde se většina přísedících vyjádřila tak, aby byl Janě znovu přečten úpis. Pouze čtyři přísedící byli hned pro to, aby byla Jana předána do rukou kata k upálení, a tak i soudce Petr Cauchon rozhodl.
Dne 30. května 1431 jí byl oznámen rozsudek trestu: bude upálena na hranici na náměstíčku Vieux Marché v Rouenu a její popravu provede kat Geoffroy Thérage. V procesu byla odsouzena jako kacířka a čarodějnice. V devatenácti letech byla Jana z Arku zaživa upálena.

## Rehabilitační proces
Rehabilitační proces byl rozdělen na jednotlivé etapy. Mezi první a poslední etapou uplynulo necelých šest let. Rehabilitace byla započata poloúředním vyšetřováním v březnu 1450, který vedl Vilém Bouillé. Dne 7. července 1456 bylo oficiálním ceremoniálem potvrzeno Janino vítězství.

### Před rehabilitací
Necelé dva měsíce po osvobození Rouenu, dne 15. února 1450, král Karel VII. Francouzský nařídil kardinálovi Bouillému zahájit vyšetřování Janina procesu. Vyšetřování bylo nutné provést z toho důvodu, aby dále bylo možné otevřít řádný proces. „Proces, kterým byla Jana odsouzena, vedl inkviziční soud, tudíž pouze inkvizice sama mohla iniciovat řízení, jež by anulovalo prvotní proces.“ Vilém d’Estouteville, který byl přijat králem v únoru 1451, se tedy spojil s generálním inkvizitorem Francie. V čele této funkce stál Jan Bréhal, který se koncem dubna 1552 na žádost Viléma d’Estouteville ujal případu. Dne 2. května 1452 bylo zahájeno církevní vyšetřování, jehož cílem bylo objasnit příčiny a podmínky odsouzení Jany z Arku.

### Přelíčení
Postupovalo se tak, jako se děje při oficiálních soudních přelíčení doposud. Před soud bylo předvoláno několik svědků, aby odpověděli na předem připravené otázky. První soubor otázek, které byly připraveny pro vyšetřování v roce 1452, obsahoval dvanáct článků. Jednotlivé články se opíraly o vady v řízení a důvody neplatnosti celého procesu. Ve druhé fázi výslechů byl již původní soubor otázek rozšířen na sedmadvacet článků, které se nakonec staly podkladem pro celý rehabilitační proces. Tvrzení a zároveň první článek ze sedmadvaceti „Že Jana, která se vydala na pomoc nejkřesťanštějšímu králi Francie v čele vojska proti Angličanům, byla týmiž Angličany pronásledována se smrtelnou nenávistí, pročež usilovali o její smrt všemi možnými prostředky. Tak tomu bylo a je to pravda.“ najdeme na závěr každého článku a svědci byli vyzváni, aby je buď popřeli nebo potvrdili.

### Proces
Janina matka získala od papeže Kalixta III. bulu, jež povolovala revizi procesu. Nový proces byl slavnostně zahájen 7. listopadu 1455 v katedrále Notre-Dame v Paříži. Samotné rehabilitační řízení se pak konalo v Rouenu, neboť bylo rozhodnuto, že bude pokračovat ve stejném městě, jež bylo dějištěm odsouzení.

### Výsledek rehabilitačního procesu
Rehabilitační proces skončil roku 1456. Dne 7. července bylo Janino odsouzení z roku 1431 oficiálně anulováno kvůli procesním chybám. Jana tak byla očištěna a lidem nadále uctívána jako svatá Panna, francouzská hrdinka a osvoboditelka.

## Blahořečení a svatořečení
18. dubna 1909 byla Jana z Arku papežem Piem X. blahořečena a 16. května 1920 byla Jana z Arku papežem Benediktem XV. prohlášena za svatou.